# Dettlef Günther
Dettlef Günther (Erlabrunn (Breitenbrunn), 27 augustus 1954) is een voormalig Oost-Duitse rodelaar.
Günther won verrassend de titel tijdens de Olympische Winterspelen 1976 in het Oostenrijkse Innsbruck. In 1979 werd Günther wereldkampioen op de baan van Königssee. Tijdens de Olympische Winterspelen 1980 in het Amerikaanse Lake Placid eindigde Günther vierde mede door een grote stuurfout aan het einde van de derde afdaling.

## Resultaten

### Wereldkampioenschappen
| Jaar | Plaats    | Resultaat   |
| ---- | --------- | ----------- |
| 1979 | Königssee | individueel |

### Olympische Winterspelen
| Jaar | Plaats      | Resultaat      |
| ---- | ----------- | -------------- |
| 1976 | Innsbruck   | individueel    |
| 1980 | Lake Placid | 4e individueel |

1964: Thomas Köhler ·
1968: Manfred Schmid ·
1972: Wolfgang Scheidel ·
1976: Dettlef Günther ·
1980: Bernhard Glass ·
1984: Paul Hildgartner ·
1988: Jens Müller ·
1992: Georg Hackl ·
1994: Georg Hackl ·
1998: Georg Hackl ·
2002: Armin Zöggeler ·
2006: Armin Zöggeler ·
2010: Felix Loch ·
2014: Felix Loch ·
2018: David Gleirscher ·
2022: Johannes Ludwig
- Gemeinsame Normdatei: 1216568561
- Virtual International Authority File: 5341159880868618540003